# Scenarist
Scenarist ist eine professionelle Authoring-Software für DVDs und Blu-rays und gilt seit 1995 als weltweiter De-facto-Standard für Datenträgerproduktionen in der Film- und Musikbranche. Die aktuellen Versionen sind Scenarist SD (für DVDs) sowie Scenarist BD Professional und Scenarist BD Professional Plus für BDs. Neben DTS:X, dem 3D-Surround-Sound-Format von DTS, unterstützt Scenarist auch Dolby TrueHD und DTS-HD Master Audio bis zu 7.1 Surround Sound. Im September 2015 stellte Scenarist auf der International Broadcasting Convention in Amsterdam die Unterstützung für Ultra HD Blu-rays vor.
Im Gegensatz zu vielen anderen Authoring-Programmen unterstützt Scenarist lückenlos alle Möglichkeiten der DVD- und BD-Video-Standards, wodurch es zweifellos dem professionellen Bereich zuzuordnen ist. Die jeweiligen Programmsuiten enthalten u. a. das Adobe-Photoshop-Plug-in Scenarist Designer PS mit Grafikvorlagen zum Export von HDMV-Grafiken (High Definition Movie Mode, 8 bit Blu-ray Standard mit 256 Farben) sowie als BD-J Grafiken (24 bit True Color) für das Menü der BD. Mit Scenarist BD-J wird eine Eclipse-Plattform zur weitergehenden Java-basierten Erstellung der grafischen Menüführung bereitgestellt. Die eigentlichen Audio- und Videoinhalte der BD, die mit der Dolby Media Producer Suite für Dolby-Audio, der DTS-HD Master Audio Suite für DTS-Audio oder Audioeditoren wie Adobe Audition und Pro Tools bzw. Videoschnittprogrammen wie Adobe Premiere, Adobe After Effects, Avid Media Composer oder Final Cut Pro zu codieren sind, werden mit Hilfe weiterer Tools im Blu-ray Standard importiert.
Branchenbekannte Alternativen zu Scenarist BD sind Sonys DoStudio Authoring und Blu-print.
Scenarist wurde bis zur Version 2.7 von Daikin Industries sowie seit 2001 von Sonic Solutions entwickelt und seit der Firmenauflösung im Jahr 2010 von der Rovi Corporation geführt. Im September 2014 wurde bekannt gegeben, dass die Scenarist LLC, ein neu gegründetes Entertainment-Technologie-Unternehmen im kalifornischen Novato, die Rechte an den Hollywood-Standard Blu-ray Disc-Technologien und Produkten erworben hat.
| Maximale Kanäle                    | Bildfrequenz                | Codec                       |
| Bildformat 1920×1080 – 16:9        | Bildformat 1920×1080 – 16:9 | Bildformat 1920×1080 – 16:9 |
| ---------------------------------- | --------------------------- | --------------------------- |
| HD 1080 24p                        | 24p (23,976p)               | MPEG-2, H.264, VC-1         |
| HD 1080 60i                        | 60i (59,94i, 29,97i)        | MPEG-2, H.264, VC-1         |
| HD 1080 50i                        | 25i                         | MPEG-2, H.264, VC-1         |
| Bildformat 1440×1080 – 16:9        |                             |                             |
| HD 1080 24p                        | 24p (23,976p)               | H.264, VC-1                 |
| HD 1080 60i                        | 60i (29,97i)                | H.264, VC-1                 |
| HD 1080 50i                        | 25i                         | H.264, VC-1                 |
| Bildformat 1280×720 – 16:9         |                             |                             |
| HD 720 24p                         | 24p (23,976p)               | MPEG-2, H.264, VC-1         |
| HD 720 60p                         | 60i (59,94p)                | MPEG-2, H.264, VC-1         |
| HD 720 50p                         | 50p                         | MPEG-2, H.264, VC-1         |
| Bildformat 720×480 – 16:9 oder 4:3 |                             |                             |
| SD 480 60i                         | 29,9i                       | MPEG-2, H.264, VC-1         |
| Bildformat 720×576 – 16:9 oder 4:3 |                             |                             |
| SD 576 50i                         | 25i                         | MPEG-2, H.264, VC-1         |
| 3D-Bildformat 1920×1080 – 16:9     |                             |                             |
| HD 1080 24p                        | 3D 23,976p                  | MPEG-4 MVC                  |
| 3D-Bildformat 1280×720 – 16:9      |                             |                             |
| HD 720 60p (59,94p)                | 3D 60p (59,94p)             | MPEG-4 MVC                  |
| HD 720 50p                         | 3D 50p                      | MPEG-4 MVC                  |

Legende Bildfrequenz: p = progressiv, Vollbilder pro Sekunde / i = interpoliert, Halbbilder pro Sekunde
| Maximale Kanäle                                    | Bitrate                             | Samplerate                          |
| LPCM – (max. Datenrate 27,748 Mbps)                | LPCM – (max. Datenrate 27,748 Mbps) | LPCM – (max. Datenrate 27,748 Mbps) |
| -------------------------------------------------- | ----------------------------------- | ----------------------------------- |
| 8 bei 48 und 96 kHz, 6 bei 192 kHz                 | 16, 20, 24                          | 48, 96, 192                         |
| DTS-HD Master Audio – (max. Datenrate 24,5 Mbps)   |                                     |                                     |
| 8 bei 48 und 96 kHz, 6 bei 192 kHz                 | 16, 20, 24                          | 48, 96, 192                         |
| Dolby TrueHD – (max. Datenrate 18,64 Mbps)         |                                     |                                     |
| 8 bei 48 und 96 kHz, 6 bei 192 kHz                 | 16, 20, 24                          | 48, 96, 192                         |
| DTS Digital Surround – (max. Datenrate 1,524 Mbps) |                                     |                                     |
| 6 (5.1 Konfiguration)                              | 16, 20, 24                          | 48                                  |
| Dolby Digital Plus – (max. Datenrate 4,736 Mbps)   |                                     |                                     |
| 8 (7.1 Konfiguration)                              | 16, 20, 24                          | 48                                  |
| Dolby Digital – (max. Datenrate 0,64 Mbps)         |                                     |                                     |
| 6 (5.1 Konfiguration)                              | 16, 20, 24                          | 48                                  |
| DRA Core Streams – (max. Datenrate 1,5 Mbps)       |                                     |                                     |
| 6 (5.1 Konfiguration)                              |                                     | 48                                  |
| DRA Extension Streams – (max. Datenrate 3,0 Mbps)  |                                     |                                     |
| 8 (7.1 Konfiguration)                              |                                     | 48                                  |

Die Versionen Scenarist BD unterstützen somit alle Formate der Blu-ray Spezifikationen für Video- und Audio Streams.